# Youngia szechuanica
Youngia szechuanica là một loài thực vật có hoa trong họ Cúc. Loài này được (E.S.Söderb.) S.Y.Hu miêu tả khoa học đầu tiên năm 1969.